# Helléan
Helléan é uma comuna francesa na região administrativa da Bretanha, no departamento Morbihan. Estende-se por uma área de 7,91 km². Em 2010 a comuna tinha 386 habitantes (densidade: 48,8 hab./km²).